# Antiga Presó (Arnes)
L'Antiga Presó és una obra d'Arnes (Terra Alta) inclosa a l'Inventari del Patrimoni Arquitectònic de Catalunya.

## Descripció
Ocupa part del primitiu castell i el seu ús com a presó durà fins al principi del segle xx. L'estat actual és molt alterat en haver estat utilitzat com a habitatge. Els seus murs són de carreu sobre terreny rocós. Han estat obertes finestres i balcons, així com revocades moltes parts.
Fins fa molt pocs anys existia la seva porta d'accés original amb escala i arcada apuntada.